# ジェームズ・ストップフォード (第2代コータウン伯爵)
第2代コータウン伯爵ジェームズ・ストップフォード（英語: James Stopford, 2nd Earl of Courtown KP PC PC (Ire)、1731年5月28日 – 1810年3月30日）は、アイルランド王国出身の貴族、政治家。アイルランド庶民院議員、グレートブリテン庶民院議員を務めた。

## 生涯
初代コータウン伯爵ジェームズ・ストップフォードとエリザベス・スミス（Elizabeth Smith、1705年2月 – 1788年9月8日 ダブリン、エドワード・スミスの娘）の息子として、1731年5月28日に生まれた。1749年、ダブリン大学トリニティ・カレッジに入学した。
1761年から1768年までタグモン選挙区の代表としてアイルランド庶民院議員を務めた後、1770年1月12日に父が死去するとコータウン伯爵位を継承、1771年10月8日にアイルランド貴族院議員に就任した。1774年11月26日、アイルランド枢密院の枢密顧問官に任命された。
妻の母が第3代カーディガン伯爵ジョージ・ブルーデネルの娘だったため、初代モンタギュー公爵ジョージ・モンタギュー（3代カーディガン伯爵の長男）と第2代ブルース男爵トマス・ブルーデネル＝ブルース（3代カーディガン伯爵の四男、後の初代アイルズベリー伯爵）とのコネを有することになり、1774年イギリス総選挙ではブルース男爵が適切な議員を見つけるまでの穴埋めとしてグレート・ベッドウィン選挙区から出馬、グレートブリテン庶民院議員に当選したのち2か月で辞任した。1772年から1776年までのアイルランド担当大臣ジョン・ブラキエールによると、第2代コータウン伯爵はアイルランド貴族院の会議にほとんど出席せず、枢密顧問官への任命はイングランドでのコネによるものでアイルランド総督の初代ハーコート伯爵サイモン・ハーコートとは全く関係がなかったという。
1780年に国王ジョージ3世により王太子ジョージ（後の国王ジョージ4世）の寝室侍従に任命され、同年の総選挙でアイルズベリー伯爵（ブルース男爵が1776年に昇叙）の手配によりマールバラ選挙区で当選、議会ではノース内閣期に与党側で投票、シェルバーン伯爵内閣期にアメリカ独立戦争の暫定講和条約に賛成票を投じ、第1次小ピット内閣期でも内閣を支持した。1783年2月5日に聖パトリック騎士団が創設されると、同年3月11日に定員15名のうちの1人に選出された。
1784年6月に王太子により寝室侍従を解任されるが、ジョージ3世はこの解任に怒り、コータウン伯爵を王室会計長官に任命した。同年8月20日、コータウン伯爵はグレートブリテン枢密院の枢密顧問官に任命された。以降もグレートブリテン庶民院では王家からのメッセージを読み上げる以外はほとんど発言せず、投票では引き続き小ピット内閣を支持した。
コータウン伯爵の望みはグレートブリテン貴族への叙爵であり、王室会計長官に任命されるなどジョージ3世から気に入られていたため叙爵は確実であるとみられた。そして、1793年におそらく叙爵への内諾を得て庶民院議員と王室会計長官を退任、1796年6月7日に念願のグレートブリテン貴族であるチェシャーにおけるソルターズフォードのソルターズフォード男爵に叙された。
1810年3月30日にテディントン近くの自宅で死去、4月12日にノーサンプトンシャーのディーンで埋葬された。長男ジェームズ・ジョージが爵位を継承した。

## 家族

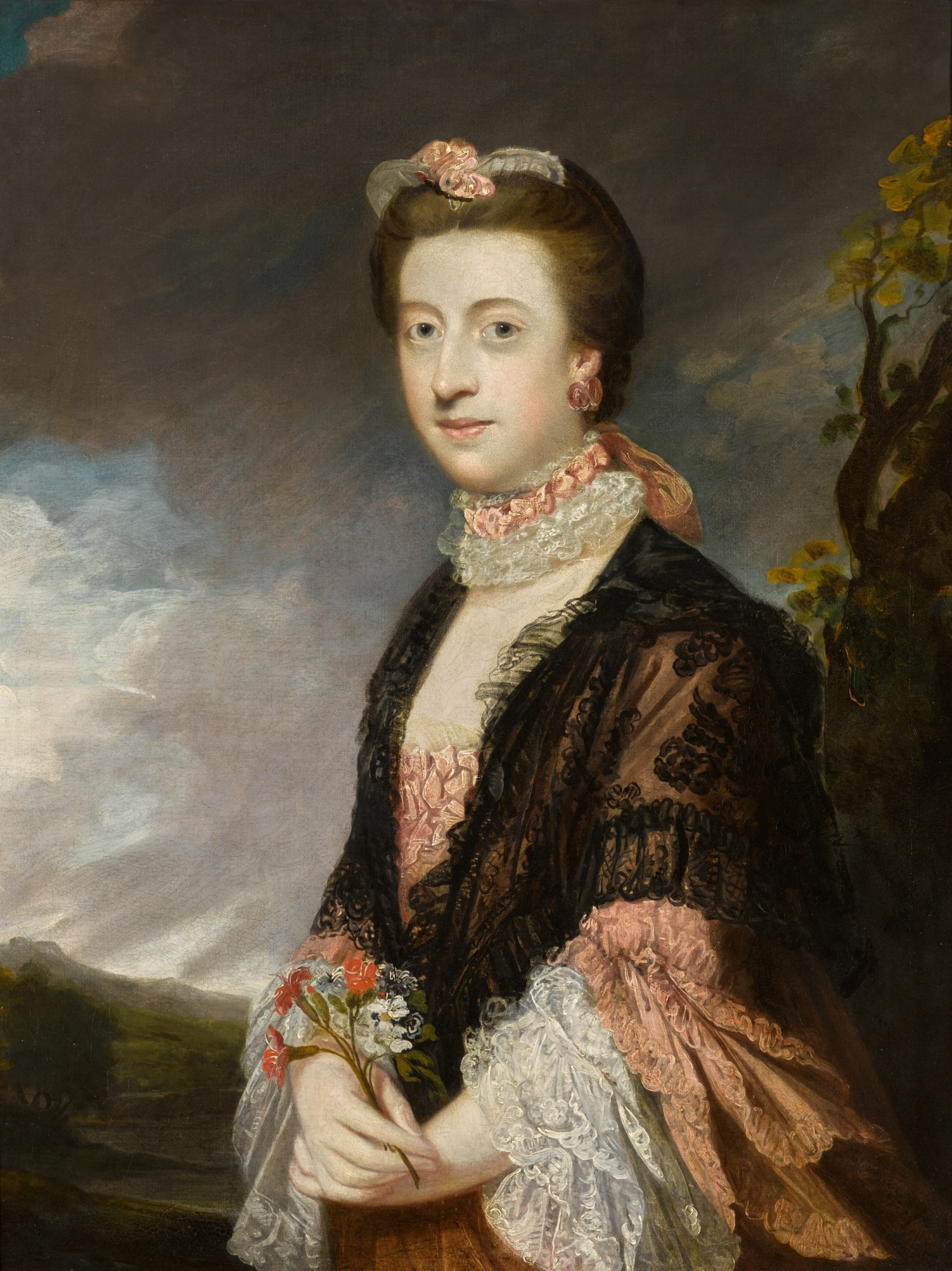
コータウン伯爵夫人メアリーの肖像画。ジョシュア・レノルズ画、1759年頃。

1762年4月19日、メアリー・ポウィス（1810年1月3日没、リチャード・ポウィスの娘）と結婚、4男をもうけた。
- ジェームズ・ジョージ（1765年 – 1835年） - 第3代コータウン伯爵
- エドワード（英語版）（1766年 – 1837年） - 陸軍軍人
- ロバート（英語版）（1768年 – 1847年） - 海軍軍人、子供あり
- リチャード・ブルース（英語版）（1774年 – 1844年） - 聖職者、子供あり